# 동두천시의 마천루 목록
대한민국 경기도 동두천시의 마천루 목록이다. 대한민국의 「초고층 및 지하연계 복합건축물 재난관리에 관한 특별법」에 따르면 '초고층 건축물' 이란 층수가 50층 이상 또는 높이가 200m 이상인 건축물을 말한다.

## 마천루 순위
본 목록은 완공되었거나, 상량식을 끝낸 마천루이다.
| 순위 | 이름                                 | 사진 | 위치   | 높이 | 층수 | 완공 연도 | 비고  |
| ---- | ------------------------------------ | ---- | ------ | ---- | ---- | --------- | ----- |
| 1=   | 동두천 중앙역 엘크루 더 퍼스트 101동 |      | 생연동 | 85m  | 26층 | 2024년    | [ 1 ] |
| 1=   | 동두천 중앙역 엘크루 더 퍼스트 102동 |      | 생연동 | 85m  | 26층 | 2024년    | [ 1 ] |
| 3    | 송내아이파크 104동                   |      | 송내동 | 67m  | 25층 | 2005년    | [ 2 ] |
| 4=   | 송내아이파크 102동                   |      | 송내동 | 62m  | 25층 | 2005년    | [ 3 ] |
| 4=   | 송내아이파크 103동                   |      | 송내동 | 62m  | 25층 | 2005년    | [ 4 ] |
| 4=   | 송내아이파크 107동                   |      | 송내동 | 62m  | 25층 | 2005년    | [ 5 ] |
| 7    | 송내아이파크 101동                   |      | 송내동 | 56m  | 25층 | 2005년    | [ 6 ] |
| 8    | 송내아이파크 105동                   |      | 송내동 | 53m  | 25층 | 2005년    | [ 7 ] |
| 9    | 송내아이파크 106동                   |      | 송내동 | 50m  | 25층 | 2005년    | [ 8 ] |

## 같이 보기
- 동두천시
- 마천루 목록
- 아시아의 마천루 목록
- 대한민국의 마천루 목록